# (35301) 1996 XE
1996 أكس إي (ويعرف أيضًا باسم (35301) 1996 أكس إي وفق تسمية الكوكب الصغير) (بالإنجليزية: 1996 XE)‏ هو كويكب ضمن حزام الكويكبات؛ وترتيبه 35301 من حيث الاكتشاف.
اكتُشف هذا الجُرم الفلكي بواسطة تاكيشي أوراتا ‏ في 1 ديسمبر 1996.

## وصلات خارجية
- (35301) 1996 XE في قاعدة بيانات مختبر الدفع النفاث لأجرام النظام الشمسي الصغيرة

- الاكتشاف · مخطط المدار ·  العناصر المدارية · المعلمات المادية

- (35301) 1996 XE على موقع ويكي سكاي: DSS2, SDSS, GALEX, IRAS, Hydrogen α, X-Ray, Astrophoto, Sky Map, Articles and images